# Wengenstadt
Wengenstadt (fränkisch: Wänglschdad) ist ein Gemeindeteil der kreisfreien Stadt Ansbach (Mittelfranken, Bayern). Wengenstadt liegt in der Gemarkung Hennenbach.

## Geografie
Das Dorf liegt an dem Weihergraben, einem rechten Zufluss des Eichenbachs, der wiederum ein linker Zufluss der Fränkischen Rezat ist. Der Ort ist im Westen, Norden und Osten von Wald umgeben. 0,5 km südlich liegt die Flur Urlas mit einem Schießplatz der US Army.
Eine Gemeindeverbindungsstraße führt nach Wippendorf (2 km nordöstlich) bzw. zur Kreisstraße ANs 2/AN 9 (0,6 km südwestlich), die an Grüb vorbei nach Neumühle (4 km nördlich) bzw. über Kammerforst nach Ansbach zur Bundesstraße 13 (2,5 km südlich) führt.

## Geschichte
Der Ort wurde 1246 als „Wenegestat“ erstmals urkundlich erwähnt. Das Bestimmungswort des Ortsnamens ist das mittelhochdeutsche Wort „wēnic“, das ursprünglich beweinenswert, elend bedeutete, später auch klein. Der Ortsname bezeichnet also eine elende bzw. kleine Wohnstätte. Wengenstadt ist vermutlich wie Kammerforst eine Rodungssiedlung.
Verschiedene Güter und Einkünfte im Ort kamen durch das Testament Wolframs von Dornberg im Jahr 1288 und noch weitere durch eine Stiftung seiner Witwe Richza im Jahr 1309 an das St. Gumbertusstift. Auch die Schenken von Schenkenstein besaßen ein Gut daselbst, das sie im Jahr 1406 dem Stift verkauften. An die Burggrafschaft Nürnberg kam der Ort zugleich mit der Stadt Ansbach durch Kauf von den Grafen von Oettingen.
Im 16-Punkte-Bericht des Oberamts Ansbach von 1684 wurden für Wengenstadt fünf Mannschaften verzeichnet. Zwei Anwesen unterstanden dem Hofkastenamt Ansbach und drei Anwesen dem Stiftsamt Ansbach. Außerdem gab es noch ein Hirtenhaus und 200 Morgen Holz, das der gesamten Gemeinde gehörte. Das Hochgericht und die Dorf- und Gemeindeherrschaft übte das brandenburg-ansbachische Hofkastenamt Ansbach aus.
Auch gegen Ende des 18. Jahrhunderts gab es in Wengenstadt fünf Anwesen. Das Hochgericht und die Dorf- und Gemeindeherrschaft übte weiterhin das Hofkastenamt Ansbach aus. Alle Anwesen hatten das Fürstentum Ansbach  als Grundherrn (Hofkastenamt Ansbach: 1 Halbhof, 1 Gut; Stiftsamt Ansbach: 3 Halbhöfe). Neben den Anwesen gab es noch kommunale Gebäude (Hirtenhaus, Brechhaus). Von 1797 bis 1808 unterstand der Ort dem Justiz- und Kammeramt Ansbach.
Im Rahmen des Gemeindeedikts wurde Wengenstadt dem 1808 gebildeten Steuerdistrikt Katterbach und der 1811 gegründeten Ruralgemeinde Katterbach zugeordnet. Mit dem Zweiten Gemeindeedikt (1818) wurde der Ort nach Hennenbach umgemeindet.
Am 1. Juli 1972 wurde Wengenstadt im Zuge der Gebietsreform in Bayern in die Stadt Ansbach eingegliedert.

## Einwohnerentwicklung
| Jahr      | 001818 | 001840 | 001861 | 001871 | 001885 | 001900 | 001925 | 001950 | 001961 | 001970 | 001987 |
| Einwohner | 37     | 46     | 42     | 51     | 46     | 39     | 44     | 62     | 48     | 50     | 43     |
| Häuser    | 6      | 7      |        |        | 7      | 7      | 6      | 7      | 9      |        | 10     |
| Quelle    | [ 16 ] | [ 17 ] | [ 18 ] | [ 19 ] | [ 20 ] | [ 21 ] | [ 22 ] | [ 23 ] | [ 24 ] | [ 25 ] | [ 1 ]  |

## Religion
Der Ort ist seit der Reformation evangelisch-lutherisch geprägt und bis heute nach St. Johannis (Ansbach) gepfarrt. Die Einwohner römisch-katholischer Konfession waren zunächst nach St. Ludwig (Ansbach) gepfarrt, seit 1970 ist die Pfarrei Christ König (Ansbach) zuständig.